# Lijst van personen overleden in april 2015
Dit is een lijst van bekende personen die zijn overleden in april 2015.

## April

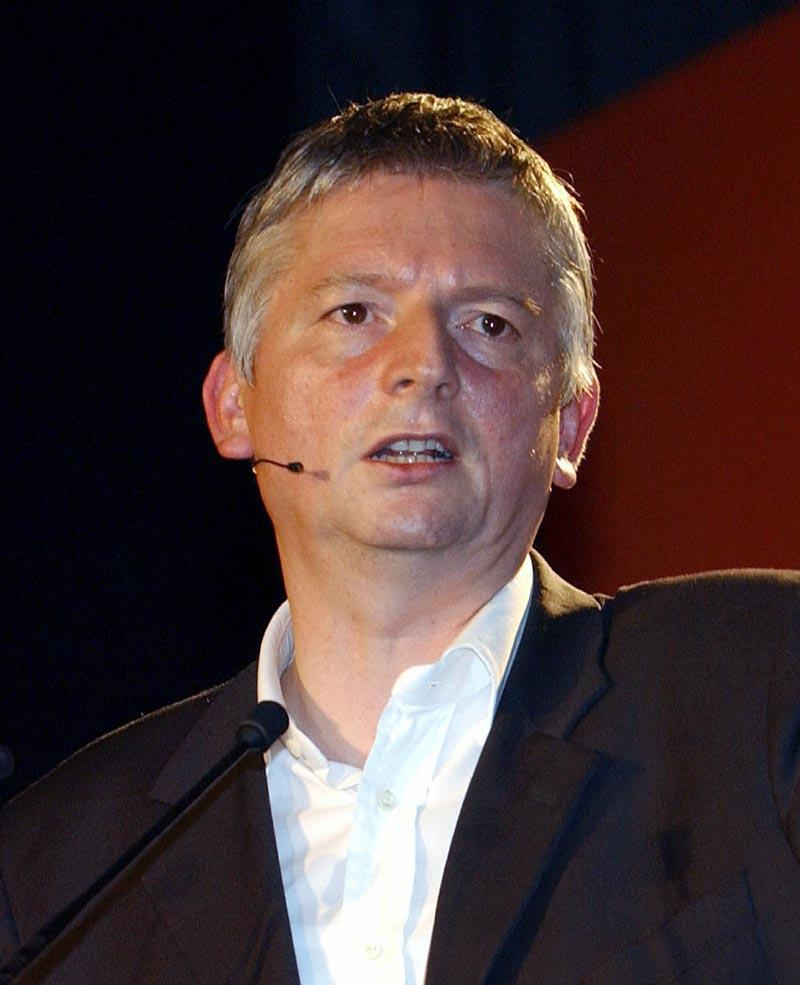
Steve Stevaert
2 april

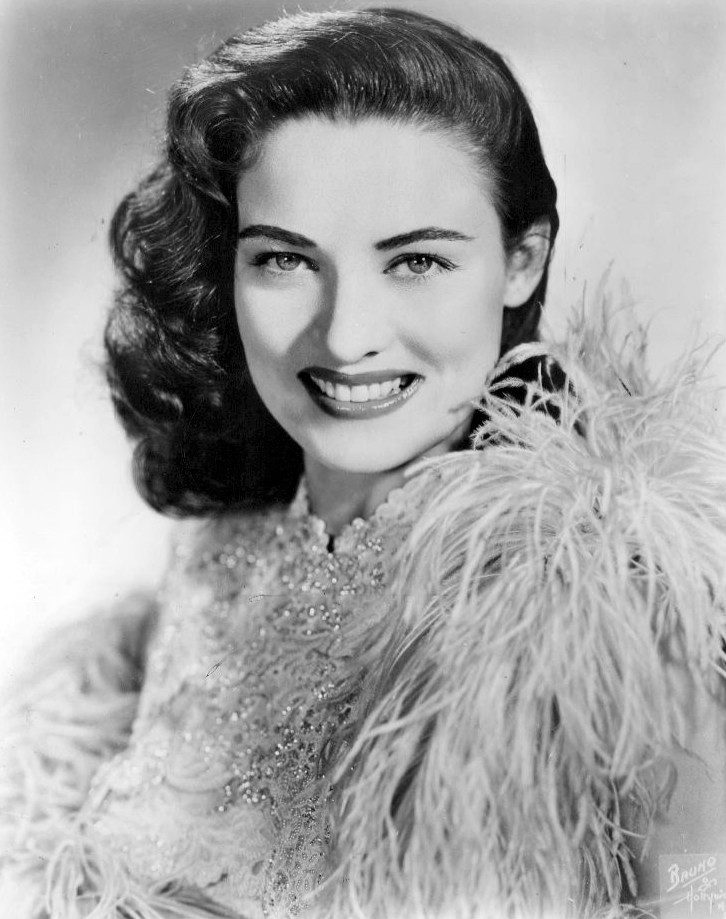
Julie Wilson
5 april

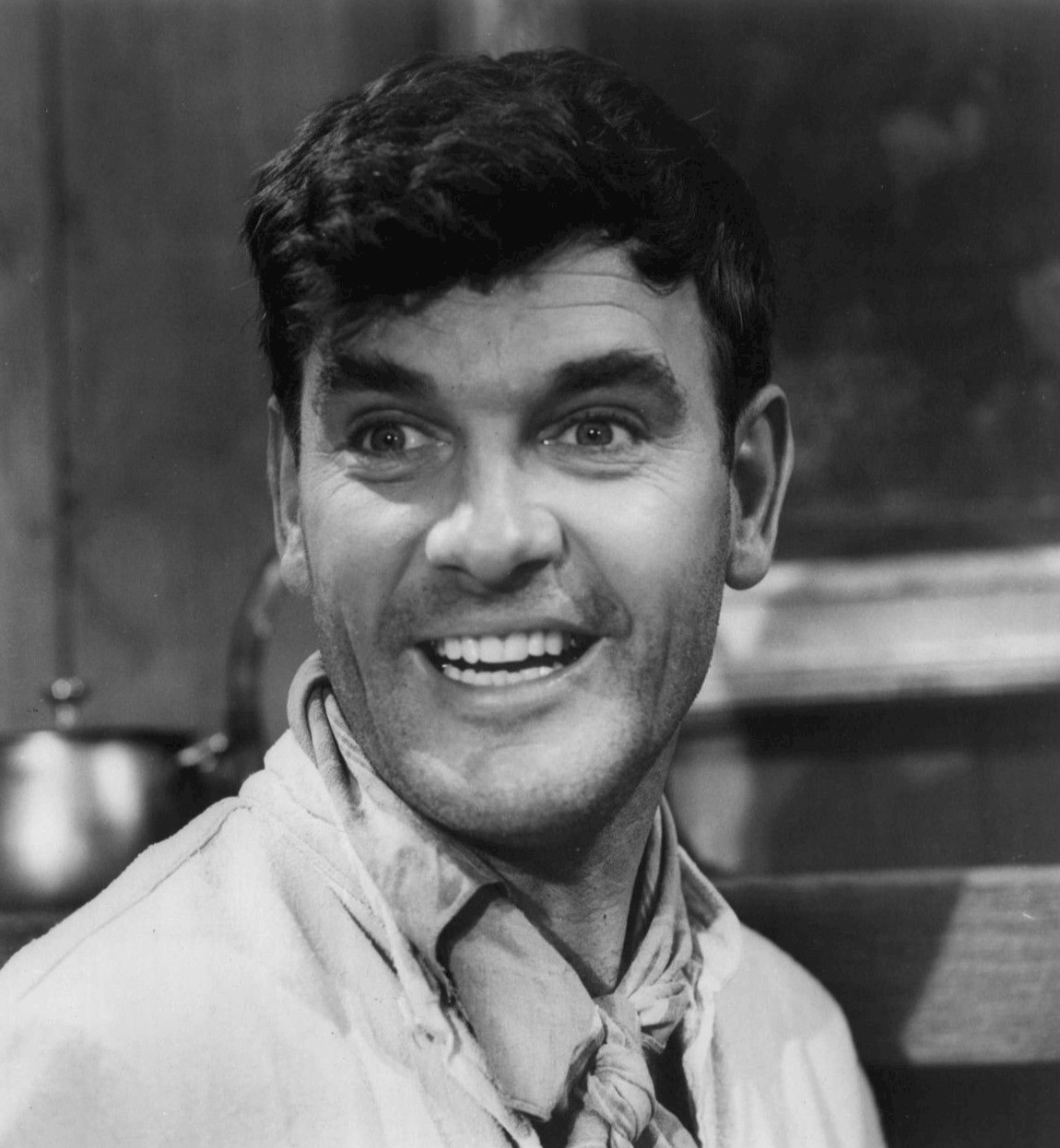
James Best
6 april

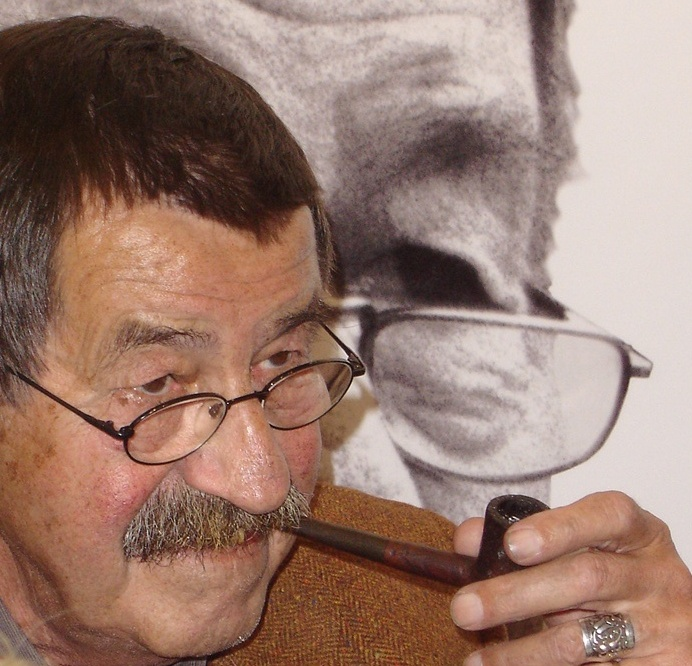
Günter Grass
13 april

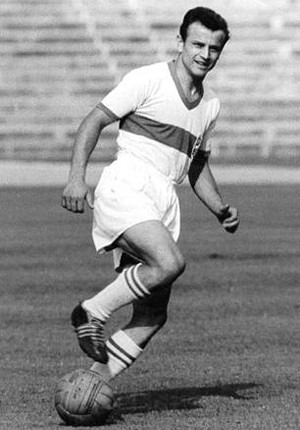
Erwin Waldner
18 april

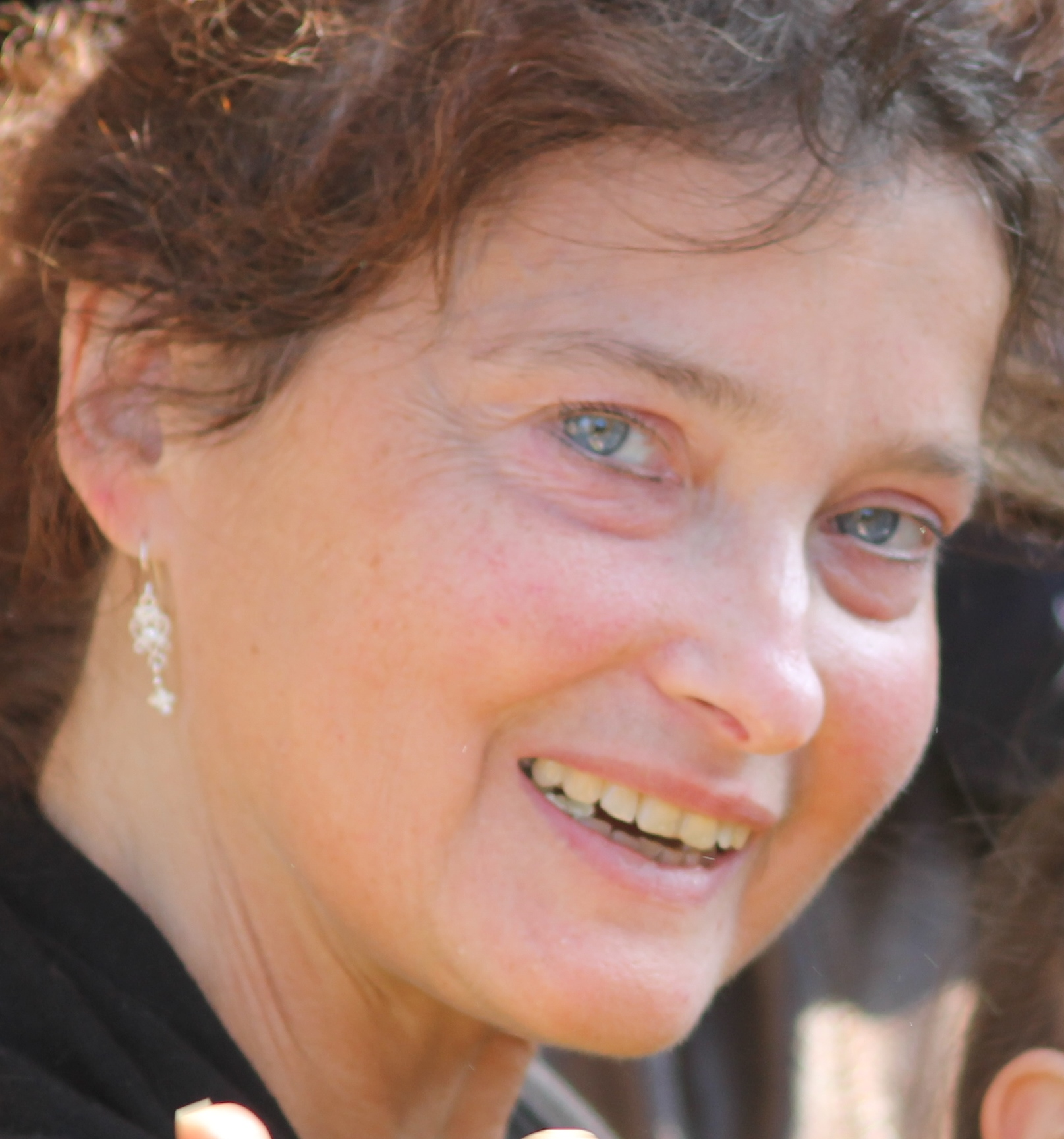
Iny Driessen
24 april

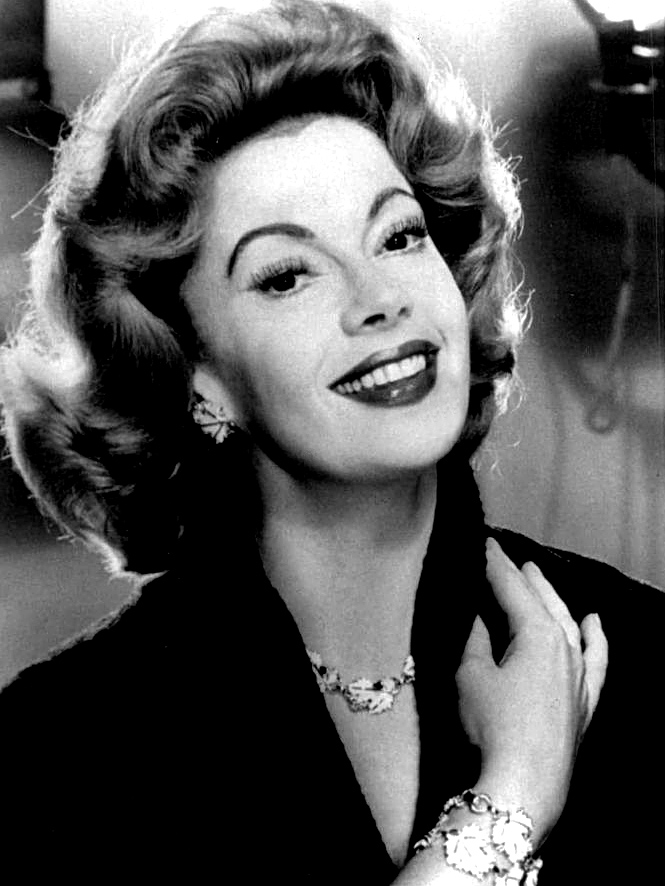
Jayne Meadows
26 april

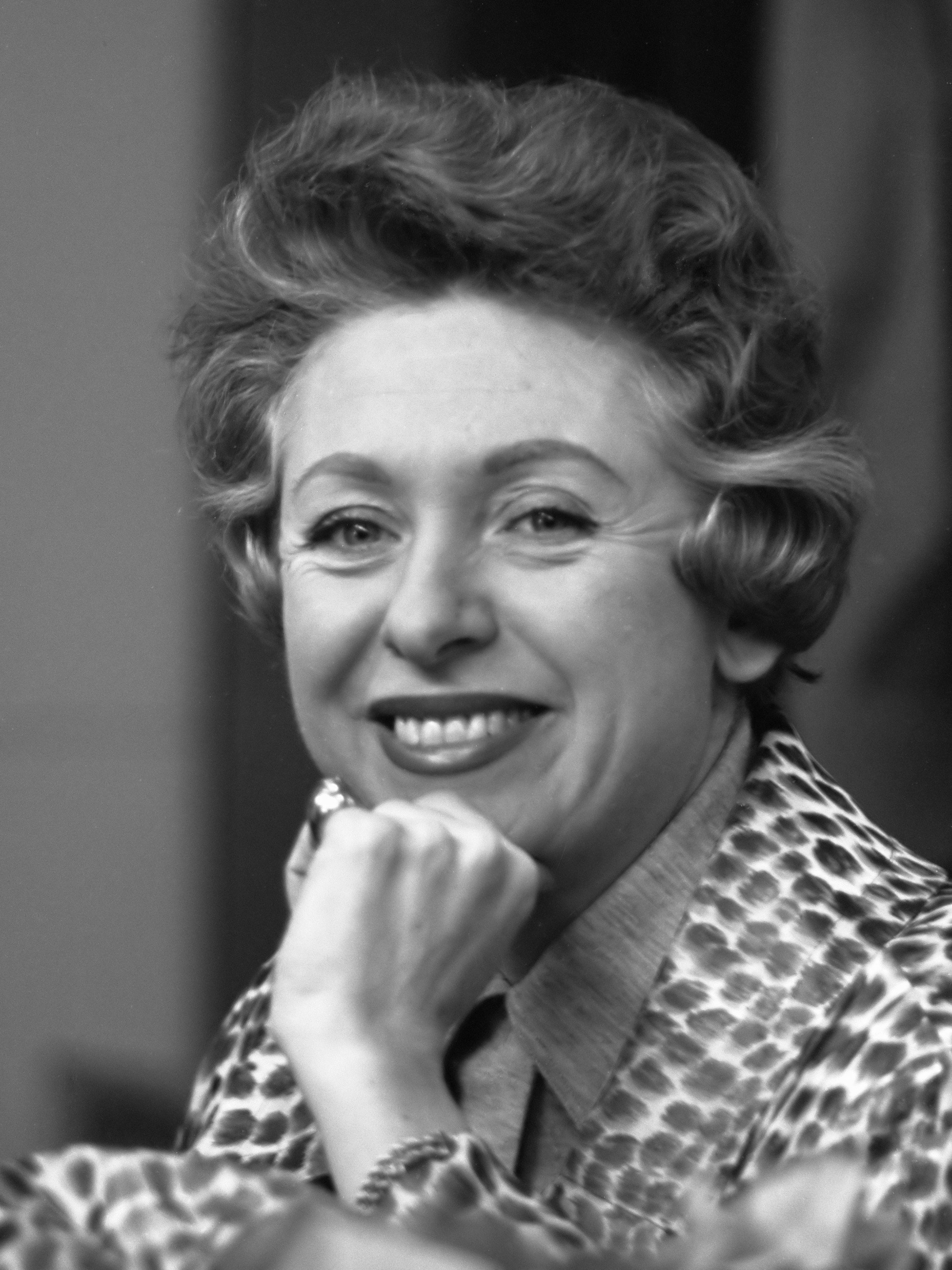
Patachou
30 april

| 1 | 2 | 3 | 4 | 5 | 6 | 7 | 8 | 9 | 10 | 11 | 12 | 13 | 14 | 15 | 16 | 17 | 18 | 19 | 20 | 21 | 22 | 23 | 24 | 25 | 26 | 27 | 28 | 29 | 30 |
| - | - | - | - | - | - | - | - | - | -- | -- | -- | -- | -- | -- | -- | -- | -- | -- | -- | -- | -- | -- | -- | -- | -- | -- | -- | -- | -- |

### 1 april
- Jan Aantjes (94), Nederlands burgemeester[1]
- Misao Okawa (117), Japans oudste persoon ter wereld[2]
- Cynthia Powell (75), Brits ex-vrouw van John Lennon[3]
- Nicolae Rainea (81), Roemeens voetbalscheidsrechter[4]

### 2 april
- Henriëtte Louise Mathie van Hangest d'Yvoy (83), Nederlands burgemeester[5]
- Jacques Kloes (67), Nederlands zanger[6]
- Marie Liguinen (114), Frans supereeuwelinge[7]
- Manoel de Oliveira (106), Portugees filmregisseur[8]
- Robert H. Schuller (88), Amerikaans televisiedominee[9]
- Steve Stevaert (60), Belgisch politicus[10]

### 3 april
- Bob De Richter (65), Belgisch weerman en politicus[11]
- Diet Kloos-Barendregt (90), Nederlands oratoriumzangeres en verzetsstrijdster[12]
- John J. Vis (86), Nederlands muziekproducent en impresario[13]

### 4 april
- Elmer Lach (97), Canadees ijshockeyer[14]

### 5 april
- Barbara Bergmann (87), Amerikaans econome[15]
- Richard Dysart (86), Amerikaans acteur[16]
- Claudio Prieto (84), Spaans componist[17]
- Julie Wilson (90), Amerikaans actrice[18]

### 6 april
- James Best (88), Amerikaans acteur[19]
- Anna De Guchtenaere (110), Belgisch oudste persoon[20]
- Milton Delugg (96), Amerikaans jazzaccordeonist, componist, arrangeur en bandleider[21]
- Dave Ulliott (61), Brits professioneel pokerspeler[22]
- Gertrude Weaver (116), Amerikaans oudste persoon ter wereld[23]

### 7 april
- Geoffrey Lewis (79), Amerikaans acteur en regisseur[24]

### 8 april
- Jean-Claude Turcotte (78), Canadees kardinaal[25]

### 9 april
- Nina Companeez (77), Frans filmregisseuse en scenarioschrijfster[26]
- Pim Lier (96), Nederlands jurist en halfbroer van koningin Juliana[27]
- Margaret Rule (86), Brits archeologe[28]

### 10 april
- Raúl Héctor Castro (98), Amerikaans politicus en diplomaat[29]

### 11 april
- Nico Frijda (87), Nederlands psycholoog en emeritus hoogleraar[30]

### 13 april
- Ronnie Carroll (80), Brits zanger en entertainer[31]
- Noël De Pauw (72), Belgisch wielrenner[32]
- Eduardo Galeano (74), Uruguayaans journalist en schrijver[33]
- Günter Grass (87), Duits schrijver en beeldend kunstenaar[34]
- Ton Luijten (76), Nederlands neerlandicus en publicist[35]

### 14 april
- Percy Sledge (74), Amerikaans soulzanger[36]
- Roberto Tucci (93), Italiaans kardinaal[37]

### 15 april
- Ton van der Kleij (66), Nederlands drummer[38]
- Felice Leonardo (100), Italiaans bisschop[39]
- Jef Penders (86), Nederlands componist en dirigent[40]

### 16 april
- Stanislav Gross (45), Tsjechisch premier[41]

### 17 april
- Francis George (78), Amerikaans kardinaal[42]

### 18 april
- Erwin Waldner (82), Duits voetballer[43]

### 19 april
- Elio Toaff (99), Italiaans geestelijke[44]

### 20 april
- Richard Anthony (77), Frans zanger[45]

### 21 april
- John Moshoeu (49), Zuid-Afrikaans voetballer[46]

### 22 april
- Régis Ghesquière (65), Belgisch atleet[47]

### 23 april
- Sawyer Sweeten (19), Amerikaans kindacteur[48]

### 24 april
- Iny Driessen (54), Belgisch schrijfster[49]
- Sid Tepper (96), Amerikaans songwriter[50]

### 26 april
- Jayne Meadows (95), Amerikaans actrice[51]

### 27 april
- Verne Gagne (89), Amerikaans worstelaar en worsteltrainer[52]
- Guy LeBlanc (54), Canadees toetsenist[53]
- Andrew Lesnie (59), Australisch cinematograaf[54]

### 29 april
- Giovanni Canestri (96), Italiaans kardinaal[55]

### 30 april
- Ben E. King (76), Amerikaans zanger[56]
- Gregory Mertens (24), Belgisch voetballer[57]
- Patachou (96), Frans zangeres en actrice[58]